# Río Mediavilla
El río Mediavilla es un pequeño río del norte de España, un afluente del río Ebro  que discurre por la parte sur de la Comunidad Foral de Navarra.
El Mediavilla carece de agua la mayor parte del año, pero cuando llueve con intensidad, la zona llamada "montes de Cierzo" desagua en él, evitando que llegue el agua sobrante al casco antiguo de Tudela y lo inunde.
Desemboca en el río Ebro a su paso por la localidad de Tudela. El río, que nace en las proximidades de la localidad, atraviesa subterráneamente su casco antiguo siguiendo el trazado de una de las calles principales de éste.

El nombre proviene precisamente de que cruza la ciudad de Tudela por la mitad (o la antigua ciudad, ya que actualmente esta se ha expandido más hacia ciertos lugares y el centro geográfico se ha desplazado). También era conocido como el Mergancho o el Merdaco, debido a que era utilizado como canal de desagüe por los habitantes de la ciudad, que vertían en él sus deshechos.

## Historia
Cuando Tudela fue fundada en el siglo IX por los musulmanes, el río Mediavilla supuso el límite natural de la villa, que se localizaba alrededor del Cerro de Santa Bárbara, en la margen derecha del río Ebro. No obstante, con el paso de los años y la desintegración del Califato de Córdoba en los diversos Reinos de Taifas (Tudela pertenecía a la taifa de Zaragoza), se produjo un auge económico y social en la ciudad, que rebasó el río y se extendió progresivamente hasta la siguiente frontera natural, el río Queiles.
Posteriormente, en la época cristiana medieval, el río fue tapado por razones de salubridad y se construyó sobre él la calle Caldereros, así como una iglesia, la iglesia de San Nicolás de Bari (siglo XVII con portada del siglo XII). 
La noche del 14 de octubre de 1709, también conocida como ‘La noche de la ruina’, una riada arrastró hacia la desembocadura en el Ebro todo tipo de vegetación y animales que taponaron la reja que debía servir de protección a incursiones armadas sobre la ciudad. Junto a la crecida propia del Queiles, tal embalsamamiento dejó en ruinas unas 300 casas y causó la muerte por ahogamiento de unas 100 personas.
Actualmente, continúa estando bajo el pavimento, lo que ocasiona numerosos problemas de humedad para las casas de la zona que discurre su recorrido.